# Vecht
El Vecht (en baix saxó neerlandès, Vechte) és un riu que es troba als Països Baixos i a Alemanya. Neix a Darfeld en Alemanya i desemboca en el riu Zwarte Water, al nord de Zwolle. La regió Vechtdal deu el seu nom a aquest riu i es troba al costat de la ciutat de Zwolle.